# Guárico (delstat)

Guárico läge i Venezuela

Guárico är en av Venezuelas 23 delstater (estados), belägen i den norra delen av landet. Den har en yta på 64 986  km² och en befolkning på 745 100 invånare (2007). Huvudstad är San Juan de los Morros.

## Kommuner
Delstatens kommuner (municipios) med centralort inom parentes.
1. Camaguán (Camaguán)
2. Chaguaramas (Chaguaramas)
3. El Socorro (El Socorro)
4. Francisco de Miranda (Calabozo)
5. José Félix Ribas (Tucupido)
6. José Tadeo Monagas (Altagracia de Orituco)
7. Juan Germán Roscio (San Juan de los Morros)
8. Julián Mellado (El Sombrero)
9. Las Mercedes (Las Mercedes)
10. Leonardo Infante (Valle de la Pascua)
11. Ortiz (Ortiz)
12. Pedro Zaraza (Zaraza)
13. San Gerónimo de Guayabal (Guayabal)
14. San José de Guaribe (San José de Guaribe)
15. Santa María de Ipire (Santa María de Ipire)